# Cestoda
Cestoda é uma classe do filo Platyhelminthes que se caracterizam pela ausência do sistema digestório. Os alimentos são absorvidos pela pele, que tem revestimento semelhante aos dos trematódeos. Todos os representantes desta classe são parasitas internos.
Os adultos habitam o intestino de vertebrados, enquanto as larvas instalam-se em outros hospedeiros. Possuem o corpo dividido em três regiões: escólex, colo e proglotes.

## Taenia solium
A teníase é uma parasitose intestinal, decorrente da ingestão de cisticercos; o verme adulto, no intestino humano, provoca aumento da motilidade intestinal e inflamação crônica eosinofílica. Os sintomas são: dor abdominal, sensação de fome, astenia, náuseas, diarreia e perda de peso mesmo na vigência de bom apetite. O diagnóstico é feito pela visualização de ovos ou proglotes nas fezes.
O indivíduo adulto possui ventosas e ganchos no escólex, onde há a eliminação de proglotes.
Esses proglotes vindos de um homem contaminado, possui milhares de ovos. O hospedeiro intermediário (porco ou homem) ingere os ovos e desenvolve o cisticerco nos seus tecidos, principalmente no tecido muscular. Depois, o homem pode ingerir carne contaminada e mal cozida, levando ao desenvolvimento da tênia adulta no intestino. O período pré-patente é de sessenta a setenta dias.
A cisticercose se constitui no desenvolvimento de cisticercos no tecido humano, decorrentes da ingestão acidental de ovos da tênia. Ocorre em locais diversos do organismo, principalmente no cérebro (neurocisticercose), olhos, músculos e fígado. Manifesta-se por convulsões, perda da acuidade visual, psicoses, fadiga, cãibras. O diagnóstico é feito por métodos de imagem e sorologia. 
A prevenção inclui saneamento básico e cozimento adequado da carne. O congelamento e o resfriamento da carne reduzem a viabilidade dos cisticercos para alguns dias.

## Taenia saginata
A teníase é uma infecção intestinal que leva à inflamação crônica eosinofílica da mucosa intestinal; manifesta-se por dor abdominal, sensação de fome, astenia, perda de peso mesmo na vigência de bom apetite, náuseas, diarreia. O adulto não possui ganchos no escólex, apenas ventosas.
Seu ciclo constitui-se:
Na eliminação de proglotes nas fezes da pessoa contaminada, cada uma possuindo vinte a setenta mil ovos. O hospedeiro intermediário (boi) ingere os ovos e desenvolve o cisticerco nos músculos. Depois, o homem pode ingerir carne contaminada e mal cozida, levando ao desenvolvimento da tênia adulta no intestino. O período pré-patente é de sessenta a setenta dias.
A prevenção inclui saneamento básico e cozimento adequado da carne. O congelamento e o resfriamento da carne permitem a viabilidade dos cisticercos por alguns dias. O homem é o grande agente de contaminação do ambiente e por isso deve ser tratado adequadamente com medicação tenicida.
O ciclo de vida de Taenia saginata começa, quando os ovos são passados nas fezes de um ser humano infectado em uma proglotide ou um segmento de tênia. Eles podem sobreviver alguns meses fora no ambiente. Se uma vaca (o hospedeiro intermediário) se alimenta de vegetação contaminada, ingere ovos maduros ou proglótides gravidas.
No intestino delgado larvas chamadas oncosferas eclodem, penetram na parede intestinal, entram na corrente sanguínea e migram para o tecido muscular, onde se diferenciam em cisticercos.
Os cisticercos minúsculos podem sobreviver por anos e ainda infectar os seres humanos quando comem a carne. Se a carne não é cozida corretamente, os cisticercos não morrem e assim se alojam no intestino delgado e se desenvolvem em adultos dentro de dois meses. Os adultos se anexam à parede intestinal com seu usando seus ganchos, localizados na cabeça da escólex. Os proglótides amadurecem e crescem à medida que se afastam do pescoço. São cerca de 16–20 mm de comprimento e 5–7 mm de largura e tem seus próprios órgãos reprodutivos. Eles absorvem nutrientes através de suas membranas e produzem até 100 000 ovos por dia. Eles se movem com a cauda e podem se movem nas fezes para fora do corpo humano.
Uma Taenia saginata completa é de cor esbranquiçada e tem cerca de 1000-2000 proglótides e cerca de seis deles destacam todos os dias. Os ovos geralmente permanecem dentro dos proglótides até que eles estão fora no ambiente. Quando a proglótide se rompe, libera os ovos. Se as fezes caem em pastagem para gado, uma vaca pode ingerir acidentalmente proglótides ou ovos e recomeçar seu ciclo. A Taenia saginata pode viver até 25 anos e crescer até 5 metros, mas em alguns casos pode atingir comprimentos de mais de 10 metros.

## Ciclo
A figura abaixo representa ciclo da teníase e da cisticercose:

### Sintomas
O principal indicativo da doença é a perda de peso, uma vez que esses parasitas não possuem sistema digestivo e então competem com o hospedeiro pelos nutrientes. Outros sintomas característicos incluem: Teníase (T.saginata e T.solium)
- Prurido anal;
- Dor abdominal;
- Náuseas;
- Constipação;
- Vômitos;
- Sonolência
- Mal estar generalizado;
- Falta de apetite;
- Inquietação;
- Diarreia;
- Irritabilidade generalizada

### Diagnóstico
- Detecção de ovos ou proglotes nas fezes;
- Detecção através do exame ELISA e
- Multiplex PCR detecta espécie o platelminto mesmo antes do aparecimento de proglotes com ovos nas fezes.

### Tratamento
O tratamento é feito com os fármacos: Praziquantel, Niclosamida e Mebendazol.

### Prevenção
- Saneamento básico;
- Higiene pessoal;
- Não ingerir carnes cruas/mal passadas;

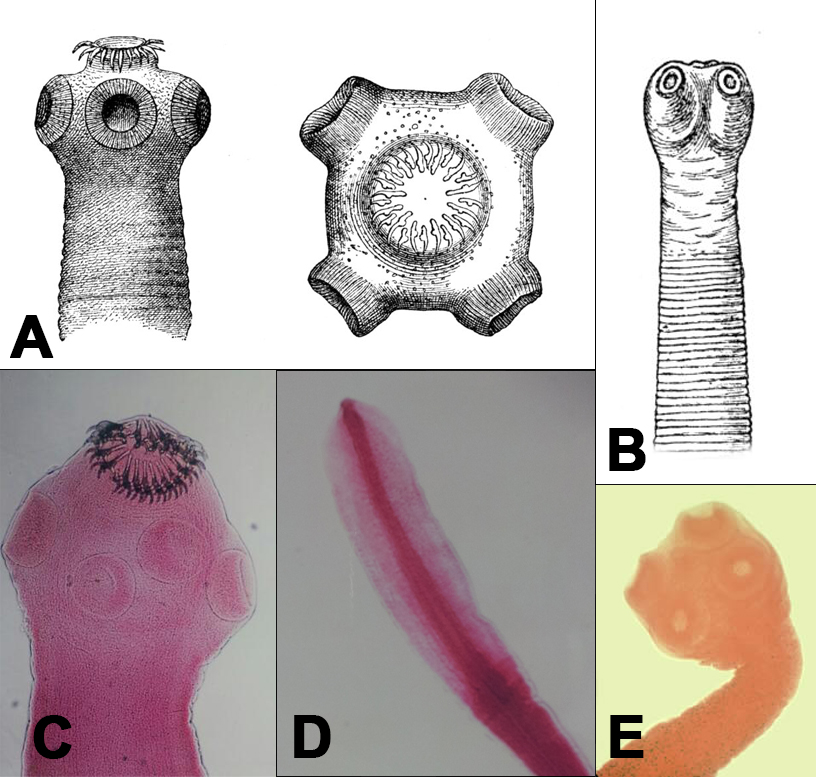
A: Taenia solium scolex B: Taenia saginata scolex C: Taenia solium scolex D: Diphyllobothrium spp. E: Taenia saginata

- A: Taenia solium scolex  B: Taenia saginata scolex   C: Taenia solium scolex    D: Diphyllobothrium spp.   E: Taenia saginataRealizar exames de rotina.

## [4]Cisticercose(T.solium)

### Sintomas
Os sintomas podem aparecer meses ou anos depois de ter contraído a doença. Eles incluem:
- Dores de cabeça;
- Convulsões;
- Transtornos de visão;
- Alterações psiquiátricas;
- Vômitos;
- Demência e perda da consciência.

### Diagnóstico
- Detecção por radiologia
- Testes imunológicos comprovam a presença de anticorpos contra antígenos do platelminto;

### Tratamento
O tratamento contempla o uso de purgativos, contudo deve ser evitado o uso de Praziquantel, uma vez que a morte da larva causa inflamação.

### Prevenção
A prevenção que se aplica a cisticercose é similar a da teníase.

## Sistemática
A sistemática filogenética trabalha na maioria das vezes com varias hipóteses para a classificação filogenética dos grupos, com isso a taxonomia frequentemente atualiza como bases dados morfológicos e principalmente moleculares.
Alguns trabalhos relatam a hipótese de somente duas ordens para cestoda sendo elas: Cyclophyllidea e Pseudophyllidea.
A tradicionalidade das subclasses Cestodaria e Eucestoda. vem caindo em desuso, análises moleculares constataram que o subclasse Cestodaria é Parafilético,  dividindo-se em duas classes, Gyrocotylidea e Amphilinidea. A subclasse Eucestoda ramifica-se em cinco ordens segundo estudos da Universidade de Michigan.
- Ordem Amphilinidea Poche, 1922
- Ordem Gyrocotylidea Poche, 1926
- Clado Eucestoda Southwell, 1930

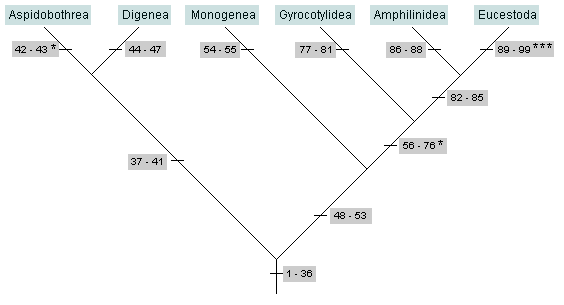
Classificação de Cestoda na atualidade.

  - Ordem Caryophyllidea van Beneden, 1893
  - Ordem Cyclophyllidea van Beneden, 1900
  - Ordem Proteocephalidea Mola, 1928
  - Ordem Tetraphyllidea Carus, 1863
  - Ordem Pseudophyllidea

O seguinte cladograma mostra a posição sistemática do grupo:
|  | Haplopharyngida |
|  |                 |
|  | Macrostomida    |
|  |                 |

|  | Dalyellioida    |
|  |                 |
|  | Endoaxonemata   |
|  |                 |
|  | Kalyptorhynchia |
|  |                 |
|  | Typhloplanoida  |
|  |                 |
|  | Temnocephalida  |
|  |                 |

|  | Prolecithophora |
|  |                 |
|  | Fecampiida      |
|  |                 |
|  | Tricladida      |
|  |                 |

|  | Gryrocotylidae |
|  |                |
|  | Amphilinidea   |
|  |                |
|  | Eucestoda      |
|  |                |

|  | Aspidogastrea |
|  |               |
|  | Digenea       |
|  |               |

|  | Gryrocotylidae |
|  |                |
|  | Amphilinidea   |
|  |                |
|  | Eucestoda      |
|  |                |

|  | Aspidogastrea |
|  |               |
|  | Digenea       |
|  |               |

|  | Dalyellioida    |
|  |                 |
|  | Endoaxonemata   |
|  |                 |
|  | Kalyptorhynchia |
|  |                 |
|  | Typhloplanoida  |
|  |                 |
|  | Temnocephalida  |
|  |                 |

|  | Prolecithophora |
|  |                 |
|  | Fecampiida      |
|  |                 |
|  | Tricladida      |
|  |                 |

|  | Gryrocotylidae |
|  |                |
|  | Amphilinidea   |
|  |                |
|  | Eucestoda      |
|  |                |

|  | Aspidogastrea |
|  |               |
|  | Digenea       |
|  |               |

|  | Gryrocotylidae |
|  |                |
|  | Amphilinidea   |
|  |                |
|  | Eucestoda      |
|  |                |

|  | Aspidogastrea |
|  |               |
|  | Digenea       |
|  |               |

|  | Dalyellioida    |
|  |                 |
|  | Endoaxonemata   |
|  |                 |
|  | Kalyptorhynchia |
|  |                 |
|  | Typhloplanoida  |
|  |                 |
|  | Temnocephalida  |
|  |                 |

|  | Prolecithophora |
|  |                 |
|  | Fecampiida      |
|  |                 |
|  | Tricladida      |
|  |                 |

|  | Gryrocotylidae |
|  |                |
|  | Amphilinidea   |
|  |                |
|  | Eucestoda      |
|  |                |

|  | Aspidogastrea |
|  |               |
|  | Digenea       |
|  |               |

|  | Gryrocotylidae |
|  |                |
|  | Amphilinidea   |
|  |                |
|  | Eucestoda      |
|  |                |

|  | Aspidogastrea |
|  |               |
|  | Digenea       |
|  |               |

|  | Dalyellioida    |
|  |                 |
|  | Endoaxonemata   |
|  |                 |
|  | Kalyptorhynchia |
|  |                 |
|  | Typhloplanoida  |
|  |                 |
|  | Temnocephalida  |
|  |                 |

|  | Prolecithophora |
|  |                 |
|  | Fecampiida      |
|  |                 |
|  | Tricladida      |
|  |                 |

|  | Gryrocotylidae |
|  |                |
|  | Amphilinidea   |
|  |                |
|  | Eucestoda      |
|  |                |

|  | Aspidogastrea |
|  |               |
|  | Digenea       |
|  |               |

|  | Gryrocotylidae |
|  |                |
|  | Amphilinidea   |
|  |                |
|  | Eucestoda      |
|  |                |

|  | Aspidogastrea |
|  |               |
|  | Digenea       |
|  |               |

|  | Dalyellioida    |
|  |                 |
|  | Endoaxonemata   |
|  |                 |
|  | Kalyptorhynchia |
|  |                 |
|  | Typhloplanoida  |
|  |                 |
|  | Temnocephalida  |
|  |                 |

|  | Prolecithophora |
|  |                 |
|  | Fecampiida      |
|  |                 |
|  | Tricladida      |
|  |                 |

|  | Gryrocotylidae |
|  |                |
|  | Amphilinidea   |
|  |                |
|  | Eucestoda      |
|  |                |

|  | Aspidogastrea |
|  |               |
|  | Digenea       |
|  |               |

|  | Gryrocotylidae |
|  |                |
|  | Amphilinidea   |
|  |                |
|  | Eucestoda      |
|  |                |

|  | Aspidogastrea |
|  |               |
|  | Digenea       |
|  |               |

|  | Dalyellioida    |
|  |                 |
|  | Endoaxonemata   |
|  |                 |
|  | Kalyptorhynchia |
|  |                 |
|  | Typhloplanoida  |
|  |                 |
|  | Temnocephalida  |
|  |                 |

|  | Prolecithophora |
|  |                 |
|  | Fecampiida      |
|  |                 |
|  | Tricladida      |
|  |                 |

|  | Gryrocotylidae |
|  |                |
|  | Amphilinidea   |
|  |                |
|  | Eucestoda      |
|  |                |

|  | Aspidogastrea |
|  |               |
|  | Digenea       |
|  |               |

|  | Gryrocotylidae |
|  |                |
|  | Amphilinidea   |
|  |                |
|  | Eucestoda      |
|  |                |

|  | Aspidogastrea |
|  |               |
|  | Digenea       |
|  |               |

|  | Dalyellioida    |
|  |                 |
|  | Endoaxonemata   |
|  |                 |
|  | Kalyptorhynchia |
|  |                 |
|  | Typhloplanoida  |
|  |                 |
|  | Temnocephalida  |
|  |                 |

|  | Prolecithophora |
|  |                 |
|  | Fecampiida      |
|  |                 |
|  | Tricladida      |
|  |                 |

|  | Gryrocotylidae |
|  |                |
|  | Amphilinidea   |
|  |                |
|  | Eucestoda      |
|  |                |

|  | Aspidogastrea |
|  |               |
|  | Digenea       |
|  |               |

|  | Gryrocotylidae |
|  |                |
|  | Amphilinidea   |
|  |                |
|  | Eucestoda      |
|  |                |

|  | Aspidogastrea |
|  |               |
|  | Digenea       |
|  |               |

|  | Dalyellioida    |
|  |                 |
|  | Endoaxonemata   |
|  |                 |
|  | Kalyptorhynchia |
|  |                 |
|  | Typhloplanoida  |
|  |                 |
|  | Temnocephalida  |
|  |                 |

|  | Prolecithophora |
|  |                 |
|  | Fecampiida      |
|  |                 |
|  | Tricladida      |
|  |                 |

|  | Gryrocotylidae |
|  |                |
|  | Amphilinidea   |
|  |                |
|  | Eucestoda      |
|  |                |

|  | Aspidogastrea |
|  |               |
|  | Digenea       |
|  |               |

|  | Gryrocotylidae |
|  |                |
|  | Amphilinidea   |
|  |                |
|  | Eucestoda      |
|  |                |

|  | Aspidogastrea |
|  |               |
|  | Digenea       |
|  |               |

|  | Haplopharyngida |
|  |                 |
|  | Macrostomida    |
|  |                 |

|  | Dalyellioida    |
|  |                 |
|  | Endoaxonemata   |
|  |                 |
|  | Kalyptorhynchia |
|  |                 |
|  | Typhloplanoida  |
|  |                 |
|  | Temnocephalida  |
|  |                 |

|  | Prolecithophora |
|  |                 |
|  | Fecampiida      |
|  |                 |
|  | Tricladida      |
|  |                 |

|  | Gryrocotylidae |
|  |                |
|  | Amphilinidea   |
|  |                |
|  | Eucestoda      |
|  |                |

|  | Aspidogastrea |
|  |               |
|  | Digenea       |
|  |               |

|  | Gryrocotylidae |
|  |                |
|  | Amphilinidea   |
|  |                |
|  | Eucestoda      |
|  |                |

|  | Aspidogastrea |
|  |               |
|  | Digenea       |
|  |               |

|  | Dalyellioida    |
|  |                 |
|  | Endoaxonemata   |
|  |                 |
|  | Kalyptorhynchia |
|  |                 |
|  | Typhloplanoida  |
|  |                 |
|  | Temnocephalida  |
|  |                 |

|  | Prolecithophora |
|  |                 |
|  | Fecampiida      |
|  |                 |
|  | Tricladida      |
|  |                 |

|  | Gryrocotylidae |
|  |                |
|  | Amphilinidea   |
|  |                |
|  | Eucestoda      |
|  |                |

|  | Aspidogastrea |
|  |               |
|  | Digenea       |
|  |               |

|  | Gryrocotylidae |
|  |                |
|  | Amphilinidea   |
|  |                |
|  | Eucestoda      |
|  |                |

|  | Aspidogastrea |
|  |               |
|  | Digenea       |
|  |               |

|  | Dalyellioida    |
|  |                 |
|  | Endoaxonemata   |
|  |                 |
|  | Kalyptorhynchia |
|  |                 |
|  | Typhloplanoida  |
|  |                 |
|  | Temnocephalida  |
|  |                 |

|  | Prolecithophora |
|  |                 |
|  | Fecampiida      |
|  |                 |
|  | Tricladida      |
|  |                 |

|  | Gryrocotylidae |
|  |                |
|  | Amphilinidea   |
|  |                |
|  | Eucestoda      |
|  |                |

|  | Aspidogastrea |
|  |               |
|  | Digenea       |
|  |               |

|  | Gryrocotylidae |
|  |                |
|  | Amphilinidea   |
|  |                |
|  | Eucestoda      |
|  |                |

|  | Aspidogastrea |
|  |               |
|  | Digenea       |
|  |               |

|  | Dalyellioida    |
|  |                 |
|  | Endoaxonemata   |
|  |                 |
|  | Kalyptorhynchia |
|  |                 |
|  | Typhloplanoida  |
|  |                 |
|  | Temnocephalida  |
|  |                 |

|  | Prolecithophora |
|  |                 |
|  | Fecampiida      |
|  |                 |
|  | Tricladida      |
|  |                 |

|  | Gryrocotylidae |
|  |                |
|  | Amphilinidea   |
|  |                |
|  | Eucestoda      |
|  |                |

|  | Aspidogastrea |
|  |               |
|  | Digenea       |
|  |               |

|  | Gryrocotylidae |
|  |                |
|  | Amphilinidea   |
|  |                |
|  | Eucestoda      |
|  |                |

|  | Aspidogastrea |
|  |               |
|  | Digenea       |
|  |               |

|  | Dalyellioida    |
|  |                 |
|  | Endoaxonemata   |
|  |                 |
|  | Kalyptorhynchia |
|  |                 |
|  | Typhloplanoida  |
|  |                 |
|  | Temnocephalida  |
|  |                 |

|  | Prolecithophora |
|  |                 |
|  | Fecampiida      |
|  |                 |
|  | Tricladida      |
|  |                 |

|  | Gryrocotylidae |
|  |                |
|  | Amphilinidea   |
|  |                |
|  | Eucestoda      |
|  |                |

|  | Aspidogastrea |
|  |               |
|  | Digenea       |
|  |               |

|  | Gryrocotylidae |
|  |                |
|  | Amphilinidea   |
|  |                |
|  | Eucestoda      |
|  |                |

|  | Aspidogastrea |
|  |               |
|  | Digenea       |
|  |               |

|  | Dalyellioida    |
|  |                 |
|  | Endoaxonemata   |
|  |                 |
|  | Kalyptorhynchia |
|  |                 |
|  | Typhloplanoida  |
|  |                 |
|  | Temnocephalida  |
|  |                 |

|  | Prolecithophora |
|  |                 |
|  | Fecampiida      |
|  |                 |
|  | Tricladida      |
|  |                 |

|  | Gryrocotylidae |
|  |                |
|  | Amphilinidea   |
|  |                |
|  | Eucestoda      |
|  |                |

|  | Aspidogastrea |
|  |               |
|  | Digenea       |
|  |               |

|  | Gryrocotylidae |
|  |                |
|  | Amphilinidea   |
|  |                |
|  | Eucestoda      |
|  |                |

|  | Aspidogastrea |
|  |               |
|  | Digenea       |
|  |               |

|  | Dalyellioida    |
|  |                 |
|  | Endoaxonemata   |
|  |                 |
|  | Kalyptorhynchia |
|  |                 |
|  | Typhloplanoida  |
|  |                 |
|  | Temnocephalida  |
|  |                 |

|  | Prolecithophora |
|  |                 |
|  | Fecampiida      |
|  |                 |
|  | Tricladida      |
|  |                 |

|  | Gryrocotylidae |
|  |                |
|  | Amphilinidea   |
|  |                |
|  | Eucestoda      |
|  |                |

|  | Aspidogastrea |
|  |               |
|  | Digenea       |
|  |               |

|  | Gryrocotylidae |
|  |                |
|  | Amphilinidea   |
|  |                |
|  | Eucestoda      |
|  |                |

|  | Aspidogastrea |
|  |               |
|  | Digenea       |
|  |               |

|  | Dalyellioida    |
|  |                 |
|  | Endoaxonemata   |
|  |                 |
|  | Kalyptorhynchia |
|  |                 |
|  | Typhloplanoida  |
|  |                 |
|  | Temnocephalida  |
|  |                 |

|  | Prolecithophora |
|  |                 |
|  | Fecampiida      |
|  |                 |
|  | Tricladida      |
|  |                 |

|  | Gryrocotylidae |
|  |                |
|  | Amphilinidea   |
|  |                |
|  | Eucestoda      |
|  |                |

|  | Aspidogastrea |
|  |               |
|  | Digenea       |
|  |               |

|  | Gryrocotylidae |
|  |                |
|  | Amphilinidea   |
|  |                |
|  | Eucestoda      |
|  |                |

|  | Aspidogastrea |
|  |               |
|  | Digenea       |
|  |               |

|  | Haplopharyngida |
|  |                 |
|  | Macrostomida    |
|  |                 |

|  | Dalyellioida    |
|  |                 |
|  | Endoaxonemata   |
|  |                 |
|  | Kalyptorhynchia |
|  |                 |
|  | Typhloplanoida  |
|  |                 |
|  | Temnocephalida  |
|  |                 |

|  | Prolecithophora |
|  |                 |
|  | Fecampiida      |
|  |                 |
|  | Tricladida      |
|  |                 |

|  | Gryrocotylidae |
|  |                |
|  | Amphilinidea   |
|  |                |
|  | Eucestoda      |
|  |                |

|  | Aspidogastrea |
|  |               |
|  | Digenea       |
|  |               |

|  | Gryrocotylidae |
|  |                |
|  | Amphilinidea   |
|  |                |
|  | Eucestoda      |
|  |                |

|  | Aspidogastrea |
|  |               |
|  | Digenea       |
|  |               |

|  | Dalyellioida    |
|  |                 |
|  | Endoaxonemata   |
|  |                 |
|  | Kalyptorhynchia |
|  |                 |
|  | Typhloplanoida  |
|  |                 |
|  | Temnocephalida  |
|  |                 |

|  | Prolecithophora |
|  |                 |
|  | Fecampiida      |
|  |                 |
|  | Tricladida      |
|  |                 |

|  | Gryrocotylidae |
|  |                |
|  | Amphilinidea   |
|  |                |
|  | Eucestoda      |
|  |                |

|  | Aspidogastrea |
|  |               |
|  | Digenea       |
|  |               |

|  | Gryrocotylidae |
|  |                |
|  | Amphilinidea   |
|  |                |
|  | Eucestoda      |
|  |                |

|  | Aspidogastrea |
|  |               |
|  | Digenea       |
|  |               |

|  | Dalyellioida    |
|  |                 |
|  | Endoaxonemata   |
|  |                 |
|  | Kalyptorhynchia |
|  |                 |
|  | Typhloplanoida  |
|  |                 |
|  | Temnocephalida  |
|  |                 |

|  | Prolecithophora |
|  |                 |
|  | Fecampiida      |
|  |                 |
|  | Tricladida      |
|  |                 |

|  | Gryrocotylidae |
|  |                |
|  | Amphilinidea   |
|  |                |
|  | Eucestoda      |
|  |                |

|  | Aspidogastrea |
|  |               |
|  | Digenea       |
|  |               |

|  | Gryrocotylidae |
|  |                |
|  | Amphilinidea   |
|  |                |
|  | Eucestoda      |
|  |                |

|  | Aspidogastrea |
|  |               |
|  | Digenea       |
|  |               |

|  | Dalyellioida    |
|  |                 |
|  | Endoaxonemata   |
|  |                 |
|  | Kalyptorhynchia |
|  |                 |
|  | Typhloplanoida  |
|  |                 |
|  | Temnocephalida  |
|  |                 |

|  | Prolecithophora |
|  |                 |
|  | Fecampiida      |
|  |                 |
|  | Tricladida      |
|  |                 |

|  | Gryrocotylidae |
|  |                |
|  | Amphilinidea   |
|  |                |
|  | Eucestoda      |
|  |                |

|  | Aspidogastrea |
|  |               |
|  | Digenea       |
|  |               |

|  | Gryrocotylidae |
|  |                |
|  | Amphilinidea   |
|  |                |
|  | Eucestoda      |
|  |                |

|  | Aspidogastrea |
|  |               |
|  | Digenea       |
|  |               |

|  | Dalyellioida    |
|  |                 |
|  | Endoaxonemata   |
|  |                 |
|  | Kalyptorhynchia |
|  |                 |
|  | Typhloplanoida  |
|  |                 |
|  | Temnocephalida  |
|  |                 |

|  | Prolecithophora |
|  |                 |
|  | Fecampiida      |
|  |                 |
|  | Tricladida      |
|  |                 |

|  | Gryrocotylidae |
|  |                |
|  | Amphilinidea   |
|  |                |
|  | Eucestoda      |
|  |                |

|  | Aspidogastrea |
|  |               |
|  | Digenea       |
|  |               |

|  | Gryrocotylidae |
|  |                |
|  | Amphilinidea   |
|  |                |
|  | Eucestoda      |
|  |                |

|  | Aspidogastrea |
|  |               |
|  | Digenea       |
|  |               |

|  | Dalyellioida    |
|  |                 |
|  | Endoaxonemata   |
|  |                 |
|  | Kalyptorhynchia |
|  |                 |
|  | Typhloplanoida  |
|  |                 |
|  | Temnocephalida  |
|  |                 |

|  | Prolecithophora |
|  |                 |
|  | Fecampiida      |
|  |                 |
|  | Tricladida      |
|  |                 |

|  | Gryrocotylidae |
|  |                |
|  | Amphilinidea   |
|  |                |
|  | Eucestoda      |
|  |                |

|  | Aspidogastrea |
|  |               |
|  | Digenea       |
|  |               |

|  | Gryrocotylidae |
|  |                |
|  | Amphilinidea   |
|  |                |
|  | Eucestoda      |
|  |                |

|  | Aspidogastrea |
|  |               |
|  | Digenea       |
|  |               |

|  | Dalyellioida    |
|  |                 |
|  | Endoaxonemata   |
|  |                 |
|  | Kalyptorhynchia |
|  |                 |
|  | Typhloplanoida  |
|  |                 |
|  | Temnocephalida  |
|  |                 |

|  | Prolecithophora |
|  |                 |
|  | Fecampiida      |
|  |                 |
|  | Tricladida      |
|  |                 |

|  | Gryrocotylidae |
|  |                |
|  | Amphilinidea   |
|  |                |
|  | Eucestoda      |
|  |                |

|  | Aspidogastrea |
|  |               |
|  | Digenea       |
|  |               |

|  | Gryrocotylidae |
|  |                |
|  | Amphilinidea   |
|  |                |
|  | Eucestoda      |
|  |                |

|  | Aspidogastrea |
|  |               |
|  | Digenea       |
|  |               |

|  | Dalyellioida    |
|  |                 |
|  | Endoaxonemata   |
|  |                 |
|  | Kalyptorhynchia |
|  |                 |
|  | Typhloplanoida  |
|  |                 |
|  | Temnocephalida  |
|  |                 |

|  | Prolecithophora |
|  |                 |
|  | Fecampiida      |
|  |                 |
|  | Tricladida      |
|  |                 |

|  | Gryrocotylidae |
|  |                |
|  | Amphilinidea   |
|  |                |
|  | Eucestoda      |
|  |                |

|  | Aspidogastrea |
|  |               |
|  | Digenea       |
|  |               |

|  | Gryrocotylidae |
|  |                |
|  | Amphilinidea   |
|  |                |
|  | Eucestoda      |
|  |                |

|  | Aspidogastrea |
|  |               |
|  | Digenea       |
|  |               |

|  | Haplopharyngida |
|  |                 |
|  | Macrostomida    |
|  |                 |

|  | Dalyellioida    |
|  |                 |
|  | Endoaxonemata   |
|  |                 |
|  | Kalyptorhynchia |
|  |                 |
|  | Typhloplanoida  |
|  |                 |
|  | Temnocephalida  |
|  |                 |

|  | Prolecithophora |
|  |                 |
|  | Fecampiida      |
|  |                 |
|  | Tricladida      |
|  |                 |

|  | Gryrocotylidae |
|  |                |
|  | Amphilinidea   |
|  |                |
|  | Eucestoda      |
|  |                |

|  | Aspidogastrea |
|  |               |
|  | Digenea       |
|  |               |

|  | Gryrocotylidae |
|  |                |
|  | Amphilinidea   |
|  |                |
|  | Eucestoda      |
|  |                |

|  | Aspidogastrea |
|  |               |
|  | Digenea       |
|  |               |

|  | Dalyellioida    |
|  |                 |
|  | Endoaxonemata   |
|  |                 |
|  | Kalyptorhynchia |
|  |                 |
|  | Typhloplanoida  |
|  |                 |
|  | Temnocephalida  |
|  |                 |

|  | Prolecithophora |
|  |                 |
|  | Fecampiida      |
|  |                 |
|  | Tricladida      |
|  |                 |

|  | Gryrocotylidae |
|  |                |
|  | Amphilinidea   |
|  |                |
|  | Eucestoda      |
|  |                |

|  | Aspidogastrea |
|  |               |
|  | Digenea       |
|  |               |

|  | Gryrocotylidae |
|  |                |
|  | Amphilinidea   |
|  |                |
|  | Eucestoda      |
|  |                |

|  | Aspidogastrea |
|  |               |
|  | Digenea       |
|  |               |

|  | Dalyellioida    |
|  |                 |
|  | Endoaxonemata   |
|  |                 |
|  | Kalyptorhynchia |
|  |                 |
|  | Typhloplanoida  |
|  |                 |
|  | Temnocephalida  |
|  |                 |

|  | Prolecithophora |
|  |                 |
|  | Fecampiida      |
|  |                 |
|  | Tricladida      |
|  |                 |

|  | Gryrocotylidae |
|  |                |
|  | Amphilinidea   |
|  |                |
|  | Eucestoda      |
|  |                |

|  | Aspidogastrea |
|  |               |
|  | Digenea       |
|  |               |

|  | Gryrocotylidae |
|  |                |
|  | Amphilinidea   |
|  |                |
|  | Eucestoda      |
|  |                |

|  | Aspidogastrea |
|  |               |
|  | Digenea       |
|  |               |

|  | Dalyellioida    |
|  |                 |
|  | Endoaxonemata   |
|  |                 |
|  | Kalyptorhynchia |
|  |                 |
|  | Typhloplanoida  |
|  |                 |
|  | Temnocephalida  |
|  |                 |

|  | Prolecithophora |
|  |                 |
|  | Fecampiida      |
|  |                 |
|  | Tricladida      |
|  |                 |

|  | Gryrocotylidae |
|  |                |
|  | Amphilinidea   |
|  |                |
|  | Eucestoda      |
|  |                |

|  | Aspidogastrea |
|  |               |
|  | Digenea       |
|  |               |

|  | Gryrocotylidae |
|  |                |
|  | Amphilinidea   |
|  |                |
|  | Eucestoda      |
|  |                |

|  | Aspidogastrea |
|  |               |
|  | Digenea       |
|  |               |

|  | Dalyellioida    |
|  |                 |
|  | Endoaxonemata   |
|  |                 |
|  | Kalyptorhynchia |
|  |                 |
|  | Typhloplanoida  |
|  |                 |
|  | Temnocephalida  |
|  |                 |

|  | Prolecithophora |
|  |                 |
|  | Fecampiida      |
|  |                 |
|  | Tricladida      |
|  |                 |

|  | Gryrocotylidae |
|  |                |
|  | Amphilinidea   |
|  |                |
|  | Eucestoda      |
|  |                |

|  | Aspidogastrea |
|  |               |
|  | Digenea       |
|  |               |

|  | Gryrocotylidae |
|  |                |
|  | Amphilinidea   |
|  |                |
|  | Eucestoda      |
|  |                |

|  | Aspidogastrea |
|  |               |
|  | Digenea       |
|  |               |

|  | Dalyellioida    |
|  |                 |
|  | Endoaxonemata   |
|  |                 |
|  | Kalyptorhynchia |
|  |                 |
|  | Typhloplanoida  |
|  |                 |
|  | Temnocephalida  |
|  |                 |

|  | Prolecithophora |
|  |                 |
|  | Fecampiida      |
|  |                 |
|  | Tricladida      |
|  |                 |

|  | Gryrocotylidae |
|  |                |
|  | Amphilinidea   |
|  |                |
|  | Eucestoda      |
|  |                |

|  | Aspidogastrea |
|  |               |
|  | Digenea       |
|  |               |

|  | Gryrocotylidae |
|  |                |
|  | Amphilinidea   |
|  |                |
|  | Eucestoda      |
|  |                |

|  | Aspidogastrea |
|  |               |
|  | Digenea       |
|  |               |

|  | Dalyellioida    |
|  |                 |
|  | Endoaxonemata   |
|  |                 |
|  | Kalyptorhynchia |
|  |                 |
|  | Typhloplanoida  |
|  |                 |
|  | Temnocephalida  |
|  |                 |

|  | Prolecithophora |
|  |                 |
|  | Fecampiida      |
|  |                 |
|  | Tricladida      |
|  |                 |

|  | Gryrocotylidae |
|  |                |
|  | Amphilinidea   |
|  |                |
|  | Eucestoda      |
|  |                |

|  | Aspidogastrea |
|  |               |
|  | Digenea       |
|  |               |

|  | Gryrocotylidae |
|  |                |
|  | Amphilinidea   |
|  |                |
|  | Eucestoda      |
|  |                |

|  | Aspidogastrea |
|  |               |
|  | Digenea       |
|  |               |

|  | Dalyellioida    |
|  |                 |
|  | Endoaxonemata   |
|  |                 |
|  | Kalyptorhynchia |
|  |                 |
|  | Typhloplanoida  |
|  |                 |
|  | Temnocephalida  |
|  |                 |

|  | Prolecithophora |
|  |                 |
|  | Fecampiida      |
|  |                 |
|  | Tricladida      |
|  |                 |

|  | Gryrocotylidae |
|  |                |
|  | Amphilinidea   |
|  |                |
|  | Eucestoda      |
|  |                |

|  | Aspidogastrea |
|  |               |
|  | Digenea       |
|  |               |

|  | Gryrocotylidae |
|  |                |
|  | Amphilinidea   |
|  |                |
|  | Eucestoda      |
|  |                |

|  | Aspidogastrea |
|  |               |
|  | Digenea       |
|  |               |